# Lista över Burgunds regenter

## Huset Burgund
- 1032–1076 Robert I av Burgund
- 1076–1078 Hugo I av Burgund
- 1078–1102 Eudes I av Burgund
- 1102–1143 Hugo II av Burgund
- 1142–1162 Eudes II av Burgund
- 1162–1193 Hugo III av Burgund
- 1193–1218 Eudes III av Burgund
- 1218–1272 Hugo IV av Burgund
- 1272–1305 Robert II av Burgund
- 1315–1350 Eudes IV av Burgund
- 1350–1361 Filip av Rouvres

## Huset Valois
- 1361–1363 Johan I

## Huset Valois-Burgund
- 1363–1404 Filip den djärve
- 1404–1419 Johan den orädde
- 1419–1467 Filip den gode
- 1467–1477 Karl den djärve
- 1477–1482 Maria av Burgund

## Huset Habsburg
- 1477–1482 Maximilian I (tysk-romersk kejsare)
- 1482–1506 Filip I av Kastilien
- 1506–1555 Karl V (tysk-romersk kejsare)

## Huset Habsburg (spanska grenen)
- 1555–1598 Filip II av Spanien
- 1598–1621 Filip III av Spanien
- 1621–1665 Filip IV av Spanien
- 1665–1700 Karl II av Spanien

## Huset Habsburg
- 1713–1740 Karl VI (tysk-romersk kejsare)
- 1740–1780 Maria Teresia av Österrike

## Huset Habsburg-Lothringen
- 1780–1790 Josef II (tysk-romersk kejsare)
- 1790–1792 Leopold II (tysk-romersk kejsare)
- 1792–1795 Frans II (tysk-romersk kejsare)